# Проспект Ленина (Выборг)
Проспект Ленина — главный проспект Выборга. Он пролегает от Рыночной площади до Батарейной улицы. К проспекту примыкают главная городская площадь Выборга — Красная и центральный городской парк-эспланада — парк имени Ленина.

## История
Во второй половине XIX века в соответствии с генеральным планом, разработанным в 1861 году выборгским губернским землемером Б. О. Нюмальмом, были снесены устаревшие укрепления Каменного города и Рогатой крепости, и на освободившейся территории проложен новый проспект. В 1869 году было принято решение ввести в городе уличные указатели, и проспект получил название в честь Торкеля Кнутссона: Торкельская улица или швед. Torgilsgatan, фин. Torkkelinkatu (Торккелинкату) (с провозглашением независимости Финляндии официальным стал финский вариант названия; в период вхождения Выборга в состав Карело-Финской ССР в 1940—1941 годах, когда использовались таблички и вывески на двух языках, по-русски именовалась улицей Торкели).
В 1871 году Торкельскую улицу замостили. С ростом Выборга в ходе строительного бума конца XIX века новая городская магистраль перехватила статус главной улицы города у Екатерининской улицы, постепенно застраиваясь с запада на восток, в связи с чем застройка представлена домами самой разнообразной архитектуры от конца XIX века до конца XX века.
Застройка сильно пострадала в результате советско-финских войн (1939—1944), после которых в 1944 году улица была переименована в проспект Ленина. В ходе послевоенной реконструкции советские строители, стремясь сохранить своеобразный облик проспекта, оставили и историческое дорожное покрытие — брусчатку. До 1957 года проспект входил в маршрут Выборгского трамвая.
Проспект имеет протяженность 1 км 205 м и редкую для российских городов особенность: застройку домами только с одной стороны, по другой же стороне почти на всём протяжении протянулся городской парк. Северо-западный конец проспекта ориентирован на Выборгский рынок, а юго-восточным концом проспект упирается в склон Батарейной горы. При этом не все специалисты положительно оценивали реализованную идею. В частности, архитектор Э. Сааринен, посетивший в 1912 году Выборг по приглашению властей для составления экспертного заключения, отмечал резкое несоответствие новой застройки с длинными и однообразными перспективами духу Старого города, называя протяжённый парк с проспектом «памятником градостроительного варварства XIX века» и указывая на целесообразность акцентирования городского центра путём строительства монументальных сооружений на пересечении Торкельской и Александровской улиц. По ряду причин это предложение, активно обсуждавшееся в 1910-х — 1920-х годах, так и не было реализовано.

Генеральный план Выборга 1861 года, согласно которому проложена главная улица города
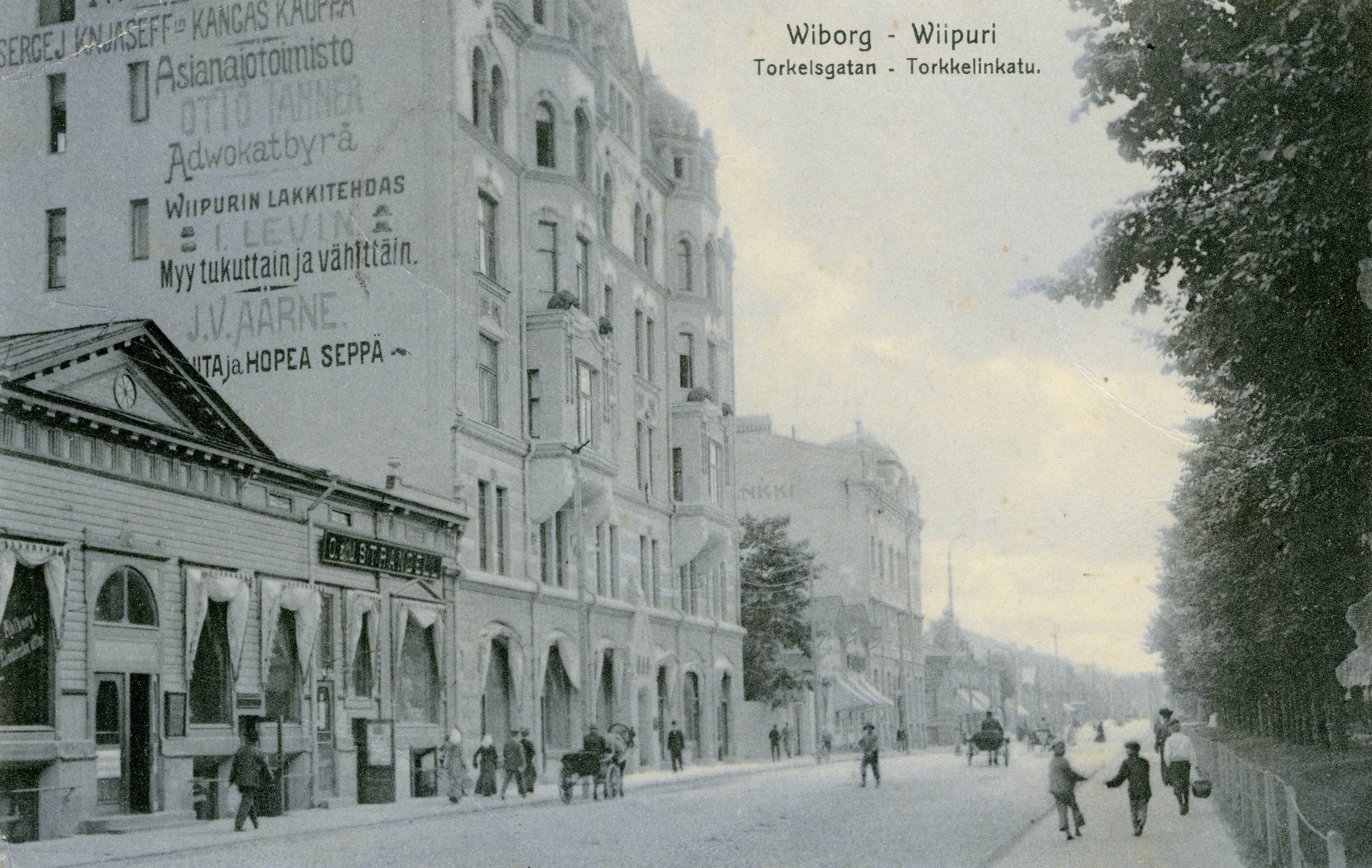
Вид на дом купца Маркелова в начале XX века
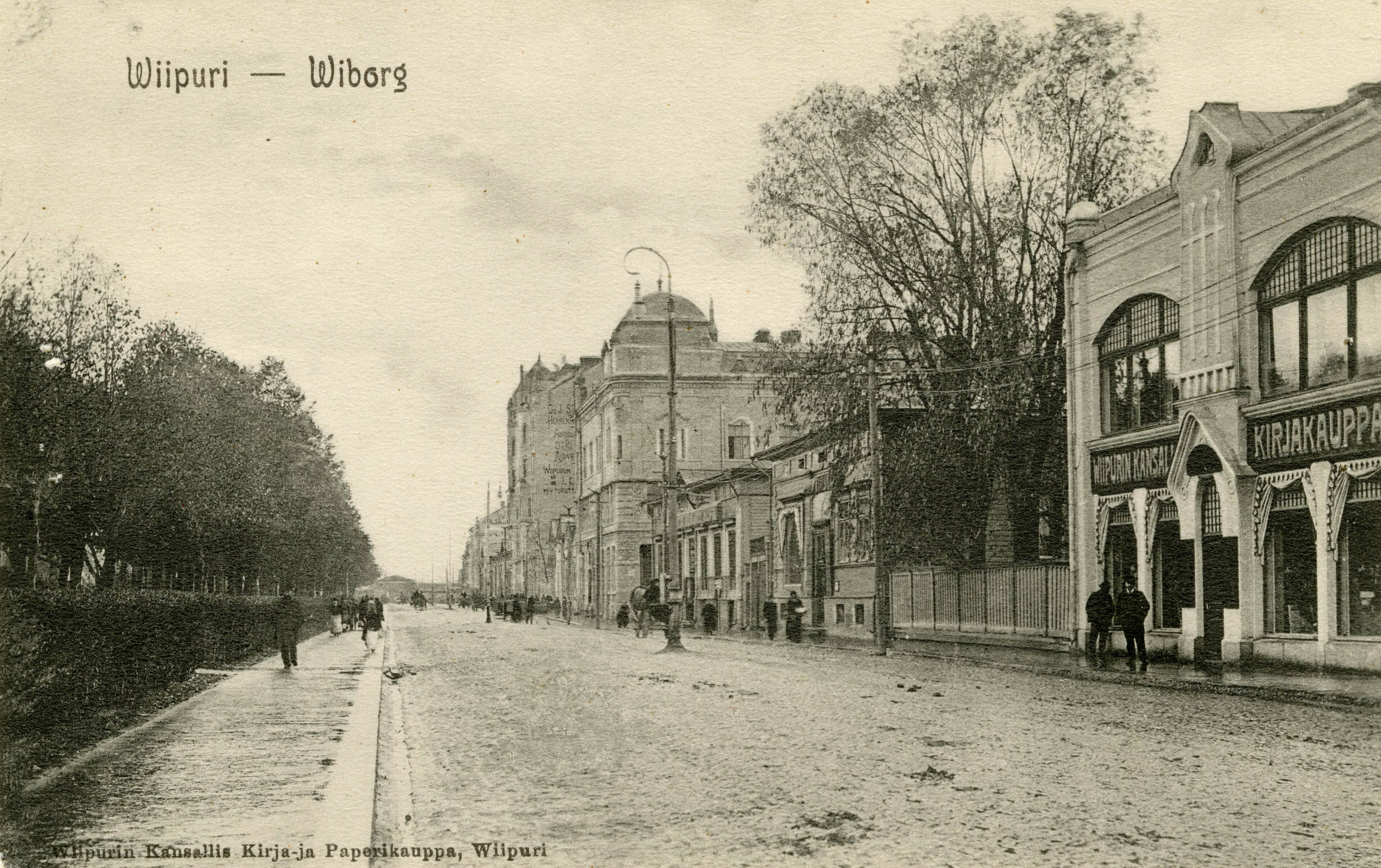
Вид на Национальный акционерный банк в начале XX века
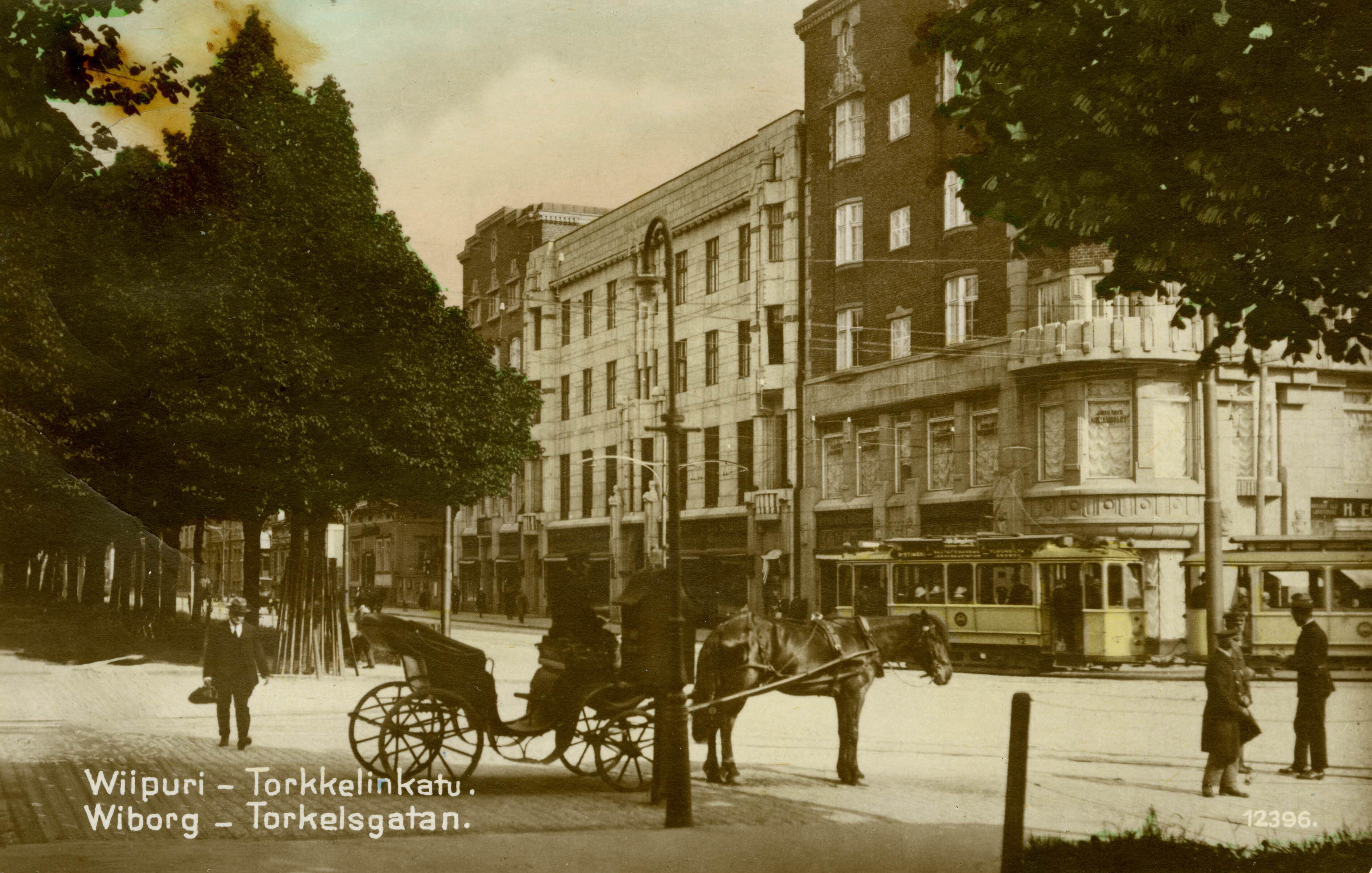
Вид на Финляндский торговый банк в начале XX века
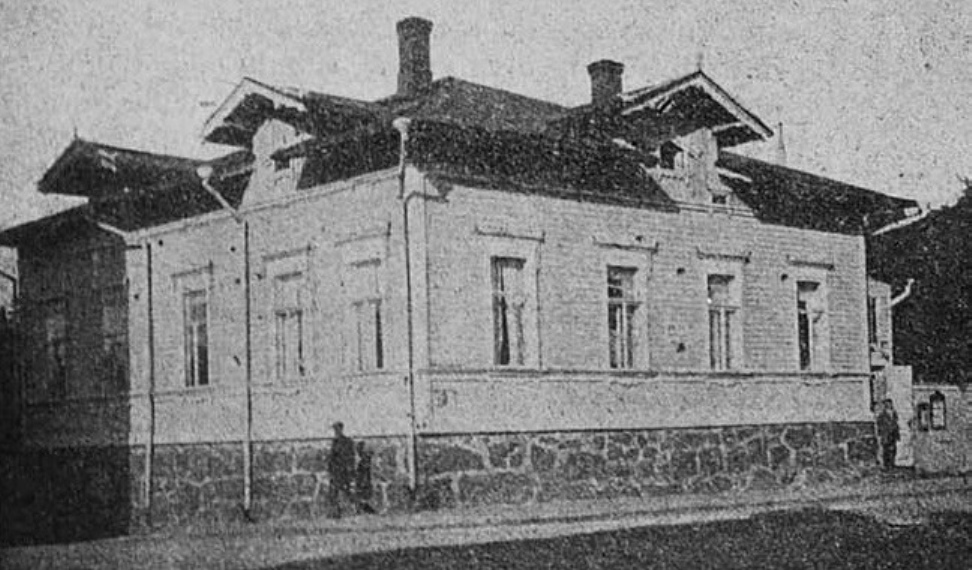
Церковь Вефиль в начале 1920-х годов

В соответствии с генпланом города, утверждённым в 1963 году, ансамбль застройки проспекта Ленина был завершён строительством у подножия Батарейной горы в 1979-80 годах торгового центра, включившего здания на тот момент крупнейших в Ленинградской области универмага и ресторана «Север». При этом несколько участков, освободившихся в результате разрушений советско-финских войн (1939—1944), остались незастроенными. Также не был выполнен предполагавшийся генпланом проект монументального пандуса с лестницами на склоне Батарейной горы, призванного стать эффектным завершением проспекта и повысить его значение как магистрали, связывающей центральную и южную части города: начавшиеся в 1980-х годах строительные работы были свёрнуты в условиях Перестройки и распада СССР. Напоминание о несостоявшемся строительстве — просека через Центральный парк культуры и отдыха имени М. И. Калинина от подножия к вершине горы, в которую упирается проспект. Проект продолжает рассматриваться в качестве перспективного.
С 2008 года, после разделения всей территории Выборга на микрорайоны, проспект Ленина относится к Центральному микрорайону города. Помимо того, что на проспекте сконцентрирована значительная часть выборгских магазинов, на нём расположены Дом быта, Дом культуры, рестораны, банковские здания и иные учреждения, а также жилые дома.

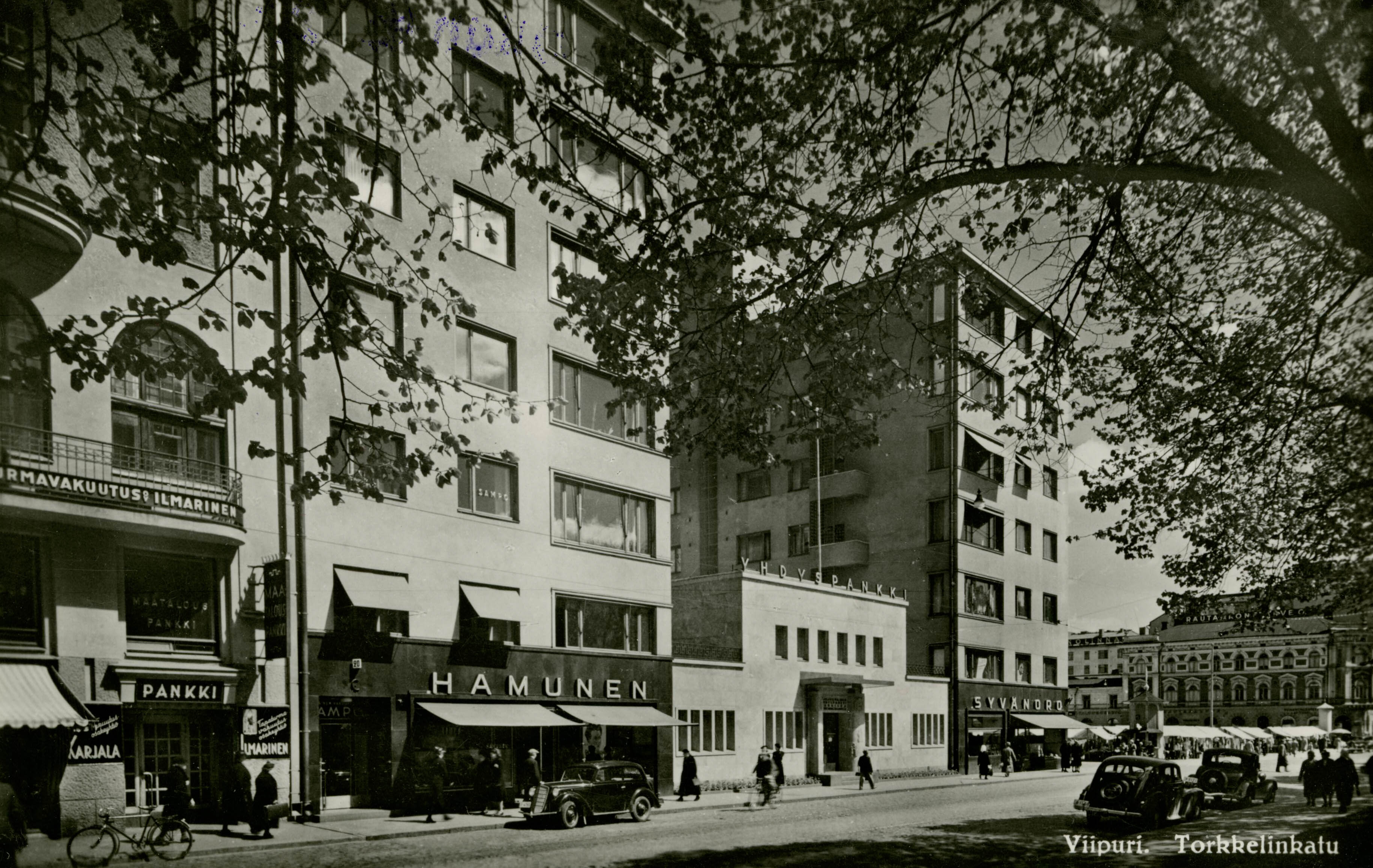
Здание компании «Кулма» в конце 1930-х годов
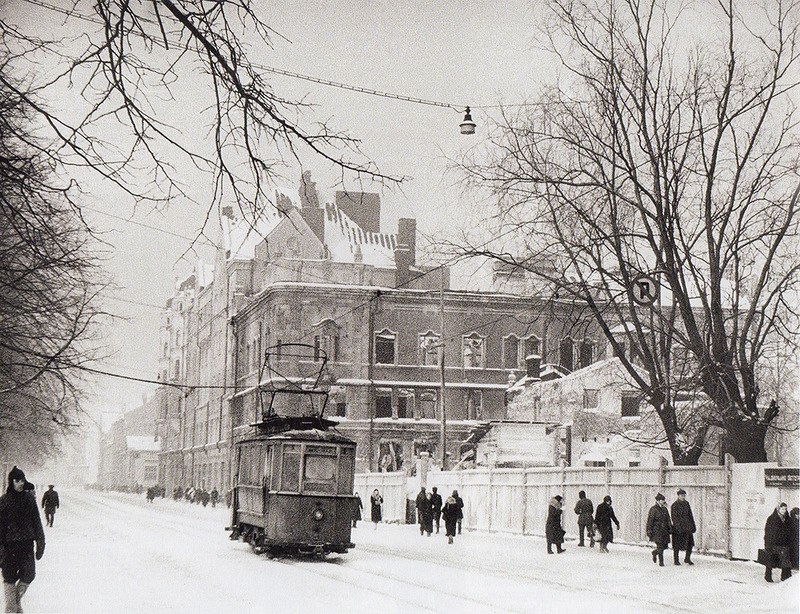
Разрушения Национального акционерного банка в 1941 году
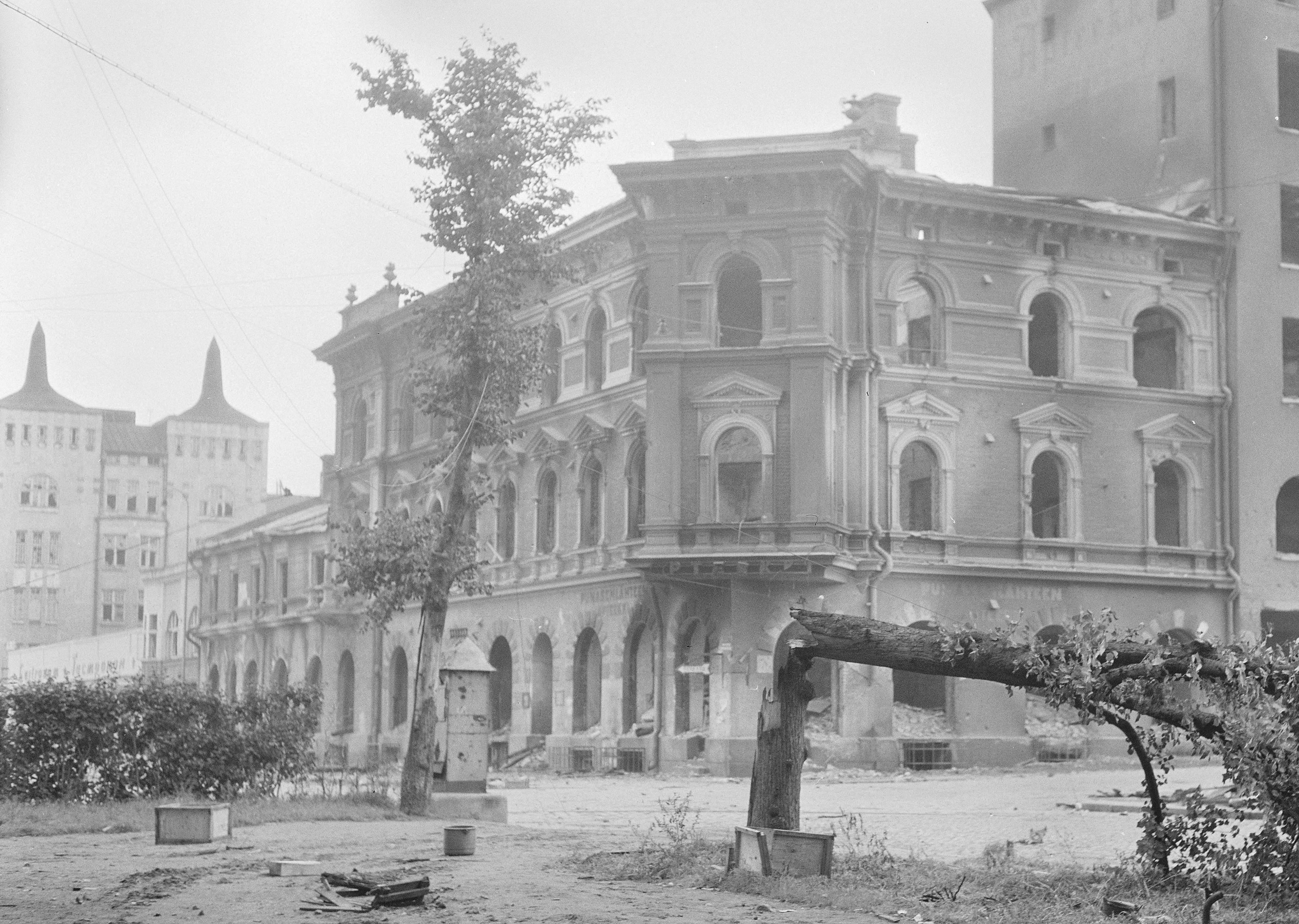
Разрушения Аптечного дома в 1941 году
Вид на дом купца Конконена в 1970-х годах
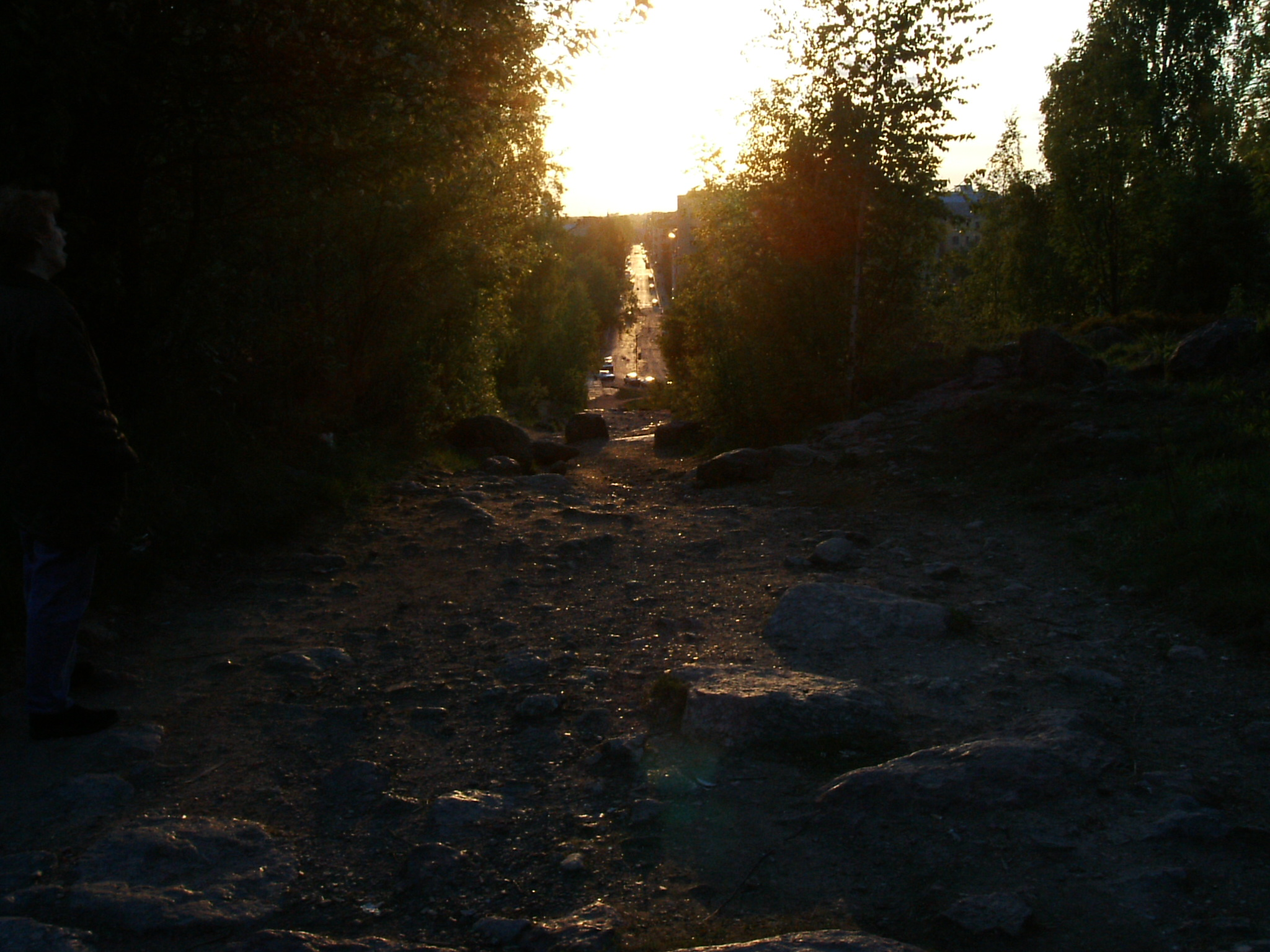
Просека на Батарейной горе, где в 1980-х годах планировался монументальный пандус — несостоявшееся продолжение проспекта

## Памятники
- Скульптурная композиция «Рыцари и Дама сердца» в парке имени Ленина (2018 год)
- Статуя «Лесной юноша» в парке имени Ленина (1932 год)
- Статуя «Лось» в парке имени Ленина (1928 год)
- Памятная доска на доме № 22, посвящённая П. Ф. Ладанову, руководившему работами по послевоенному благоустройству города
- Памятная доска на доме № 34, посвящённая М. Д. Свинцову, участнику Октябрьской революции
- Скульптурная композиция «Яблоня с жар-птицей» в Яблоневом саду (2024 год)[12]

## Здания
Большая часть расположенных на проспекте зданий внесена в реестр объектов культурного наследия в качестве памятников архитектуры.

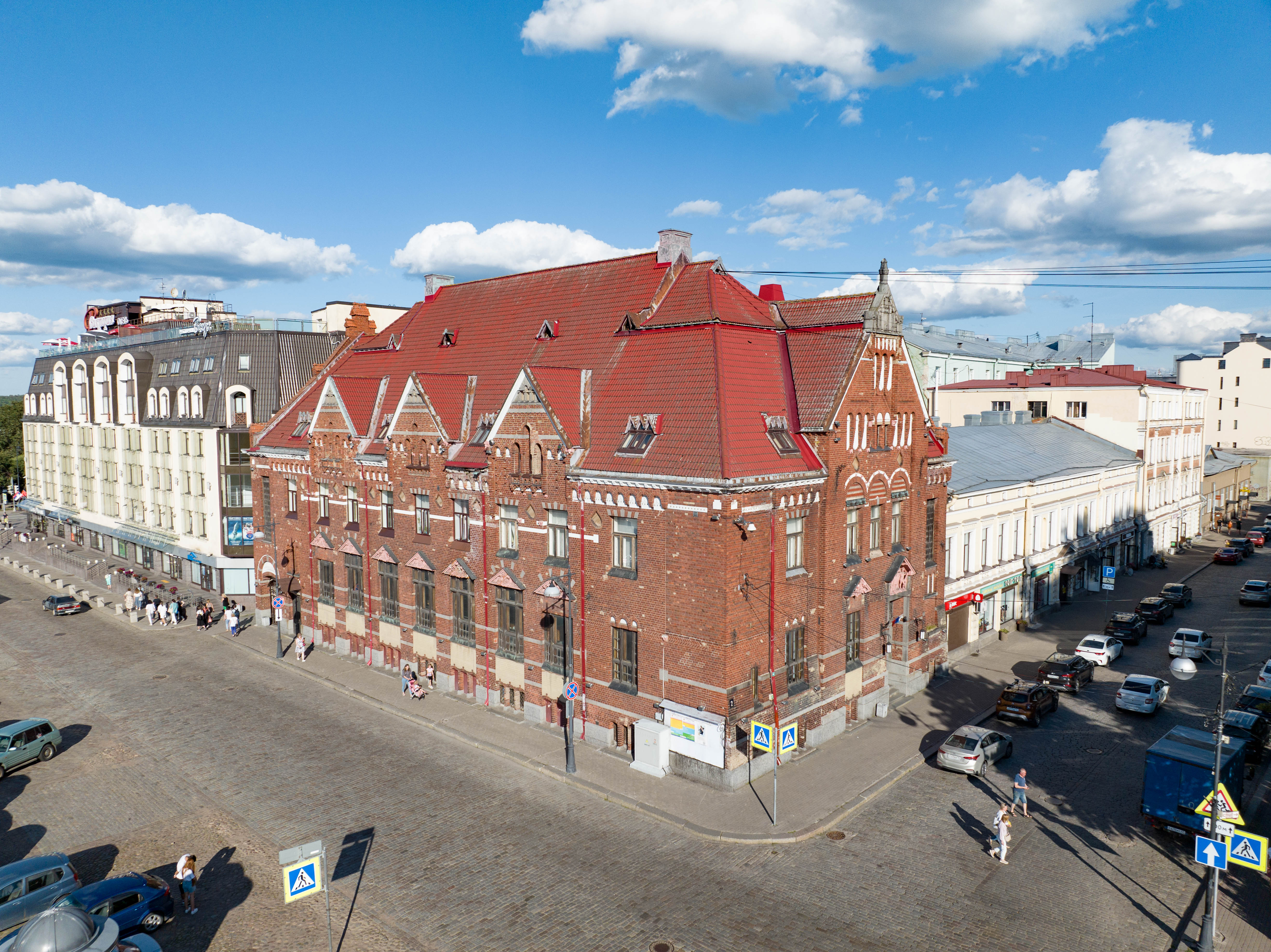
Здание Банка Финляндии
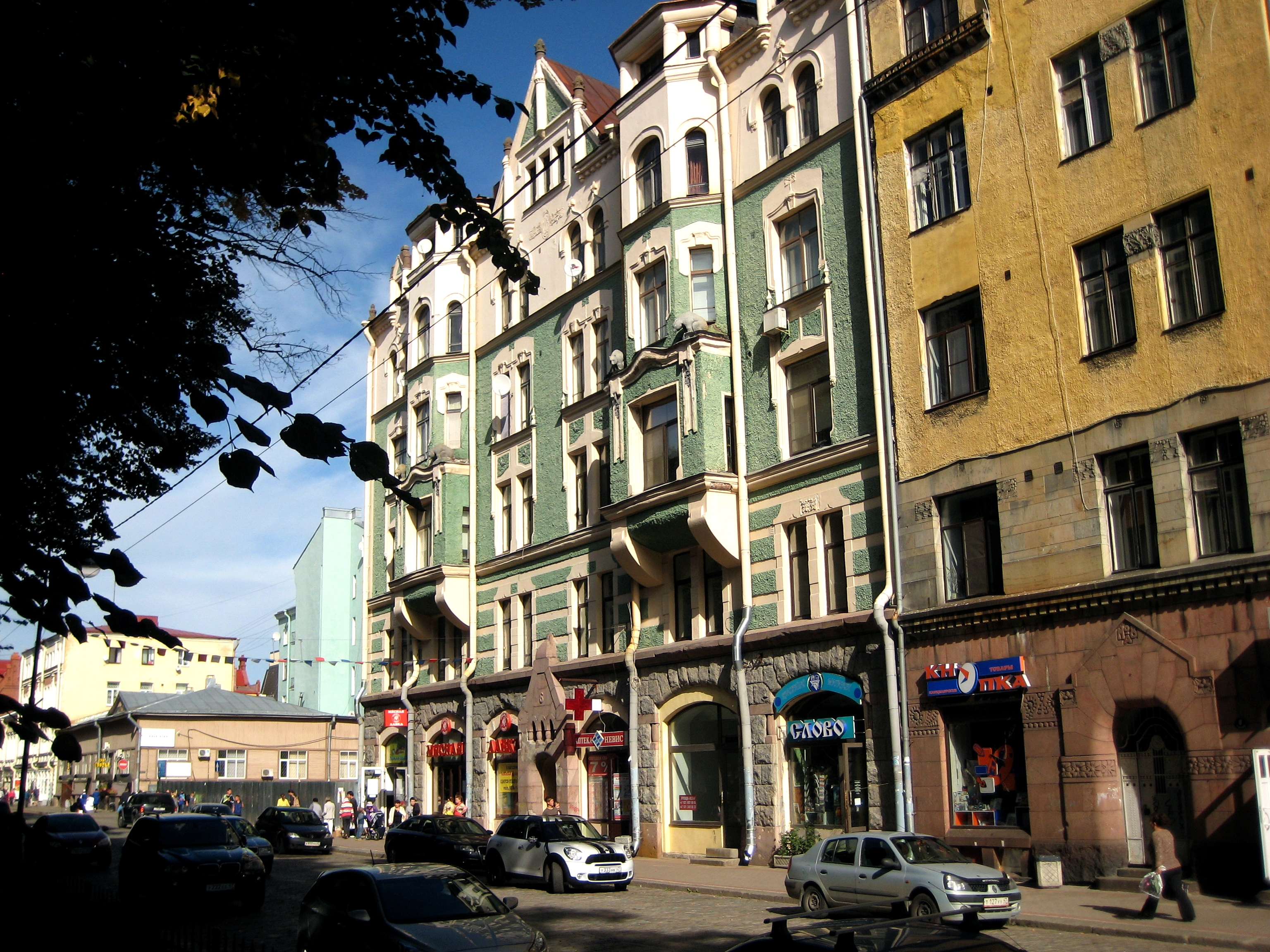
Дом купца Д. Маркелова
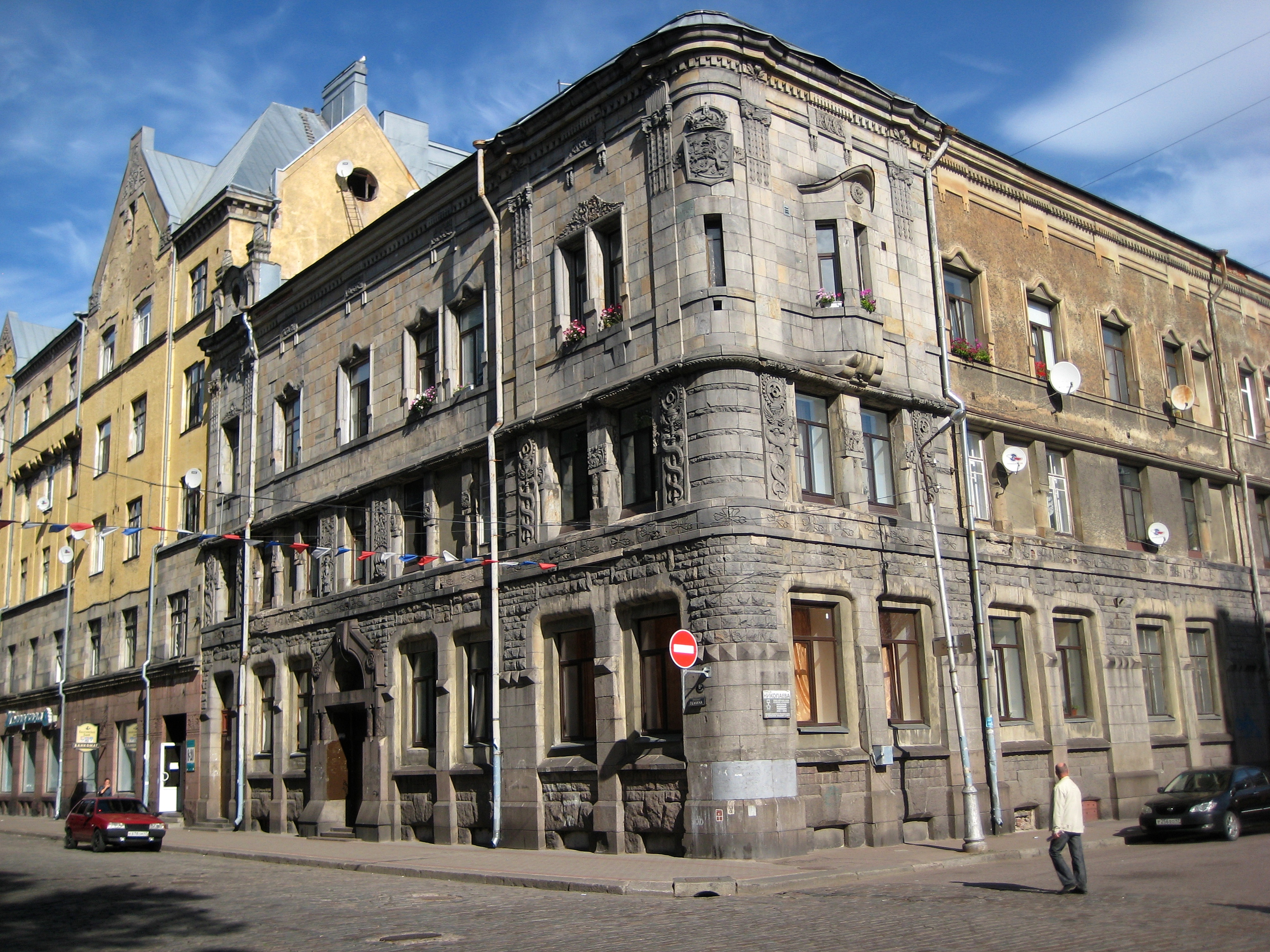
Здание Национального акционерного банка
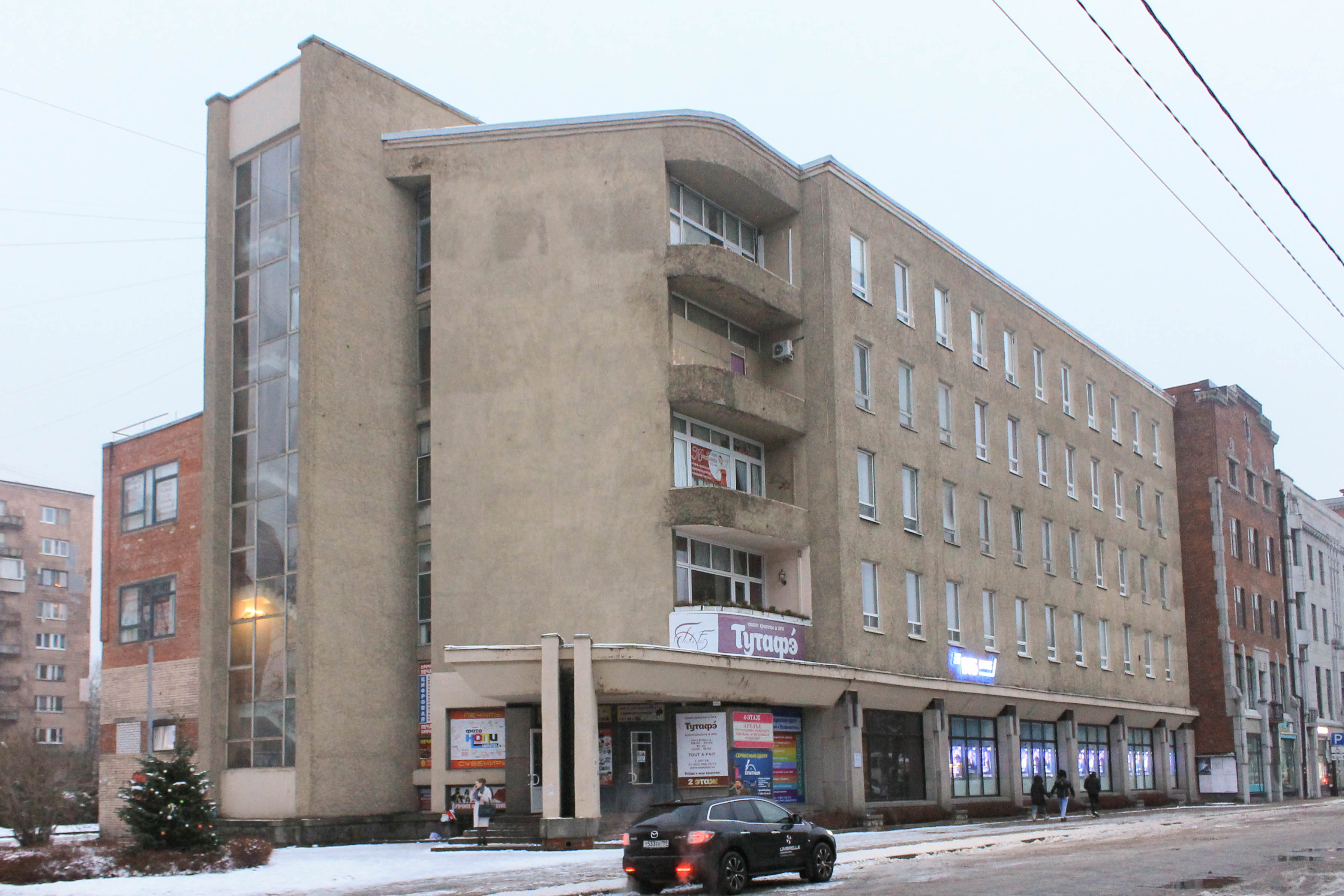
Дом быта
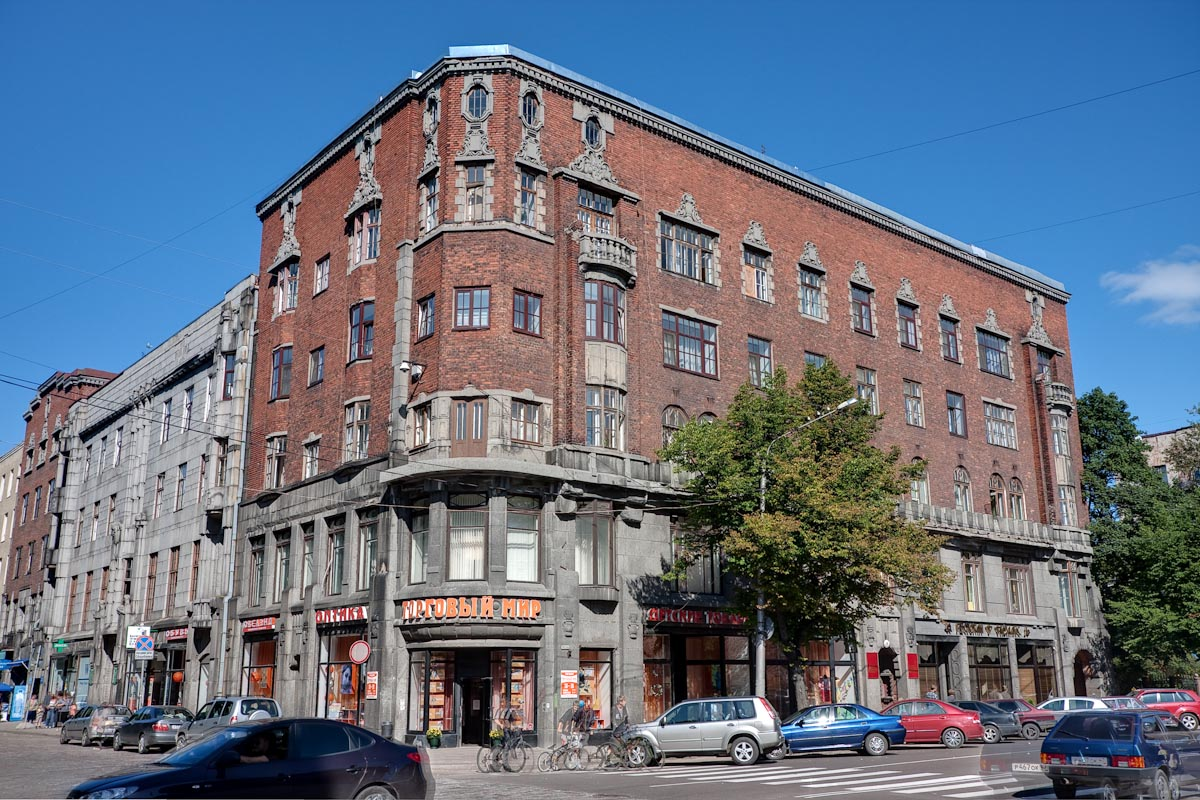
Бывший Финляндский торговый банк

- Проспект Ленина, 2 — Банк Финляндии
- Проспект Ленина, 3А — Ресторан «Эспиля»
- Проспект Ленина, 4 — Жилой дом с магазинами
- Проспект Ленина, 6 — Дом купца Маркелова
- Проспект Ленина, 7 — Жилой дом с магазинами
- Проспект Ленина, 8 — Здание Национального акционерного банка
- Проспект Ленина, 10 — Дом быта
- Проспект Ленина, 12 — Финляндский торговый банк
- Проспект Ленина, 11, 13 — Торговый центр «Север»
- Проспект Ленина, 14 — Дворец рококо
- Проспект Ленина, 16 — Дом купца Конконена
- Проспект Ленина, 18 — Здание компании «Киммо»
- Проспект Ленина, 20 — Здание компании «Кулма»
- Проспект Ленина, 22 — Аптечный дом
- Проспект Ленина, 38 — Жилой дом с магазинами

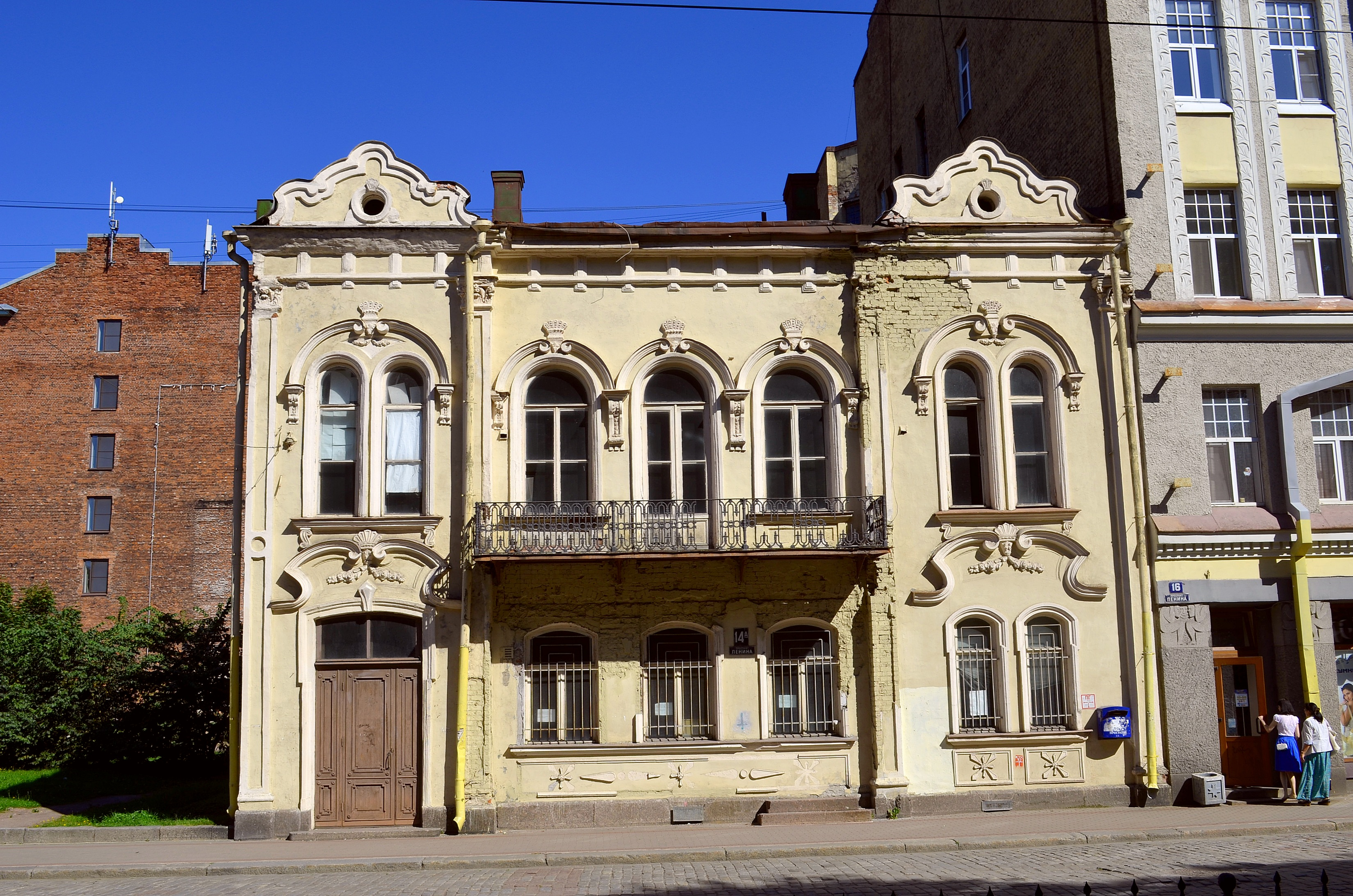
Особняк Ф. Сергеева («Дворец рококо»)
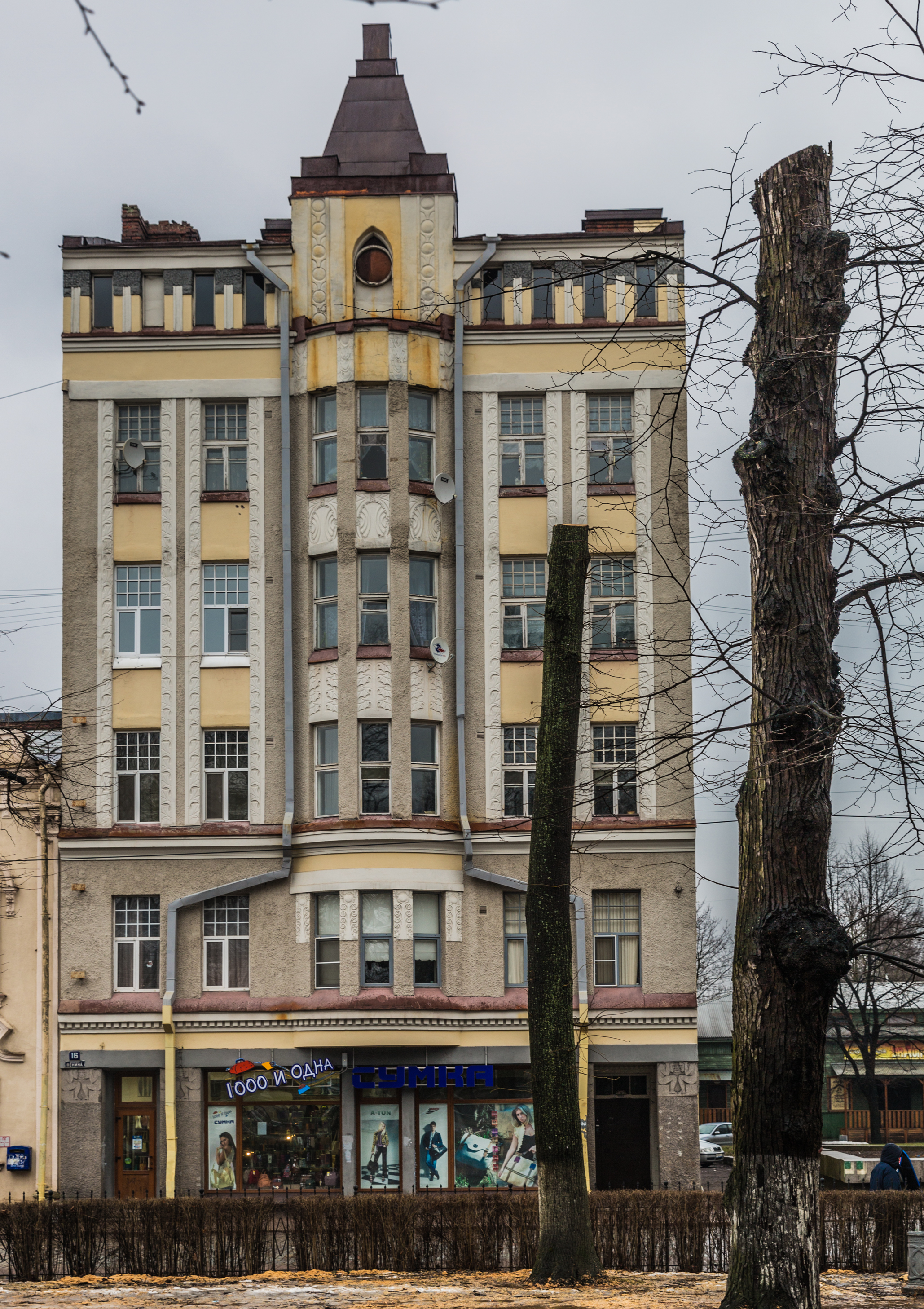
Дом купца Конконена
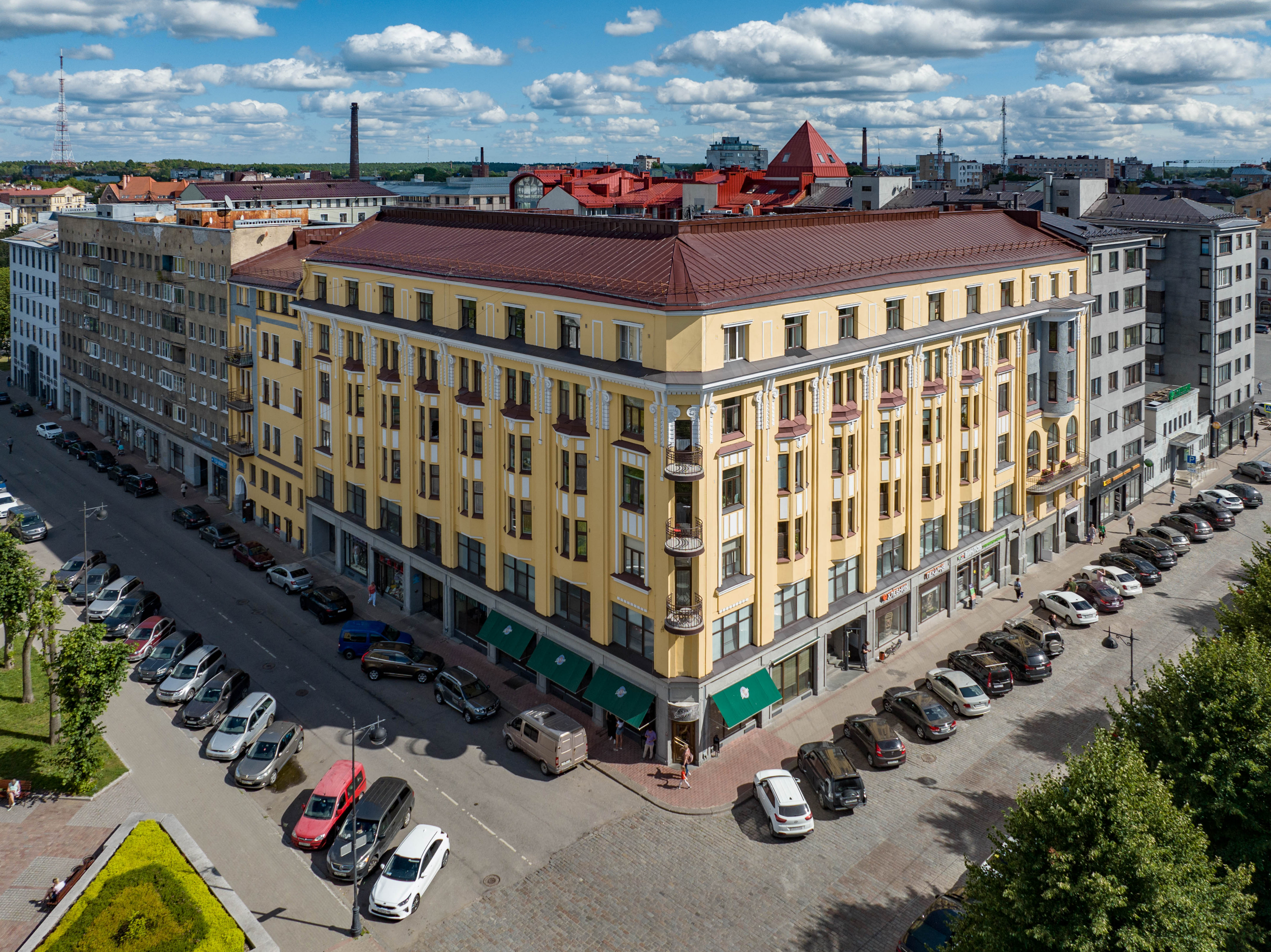
Здание компании «Киммо»
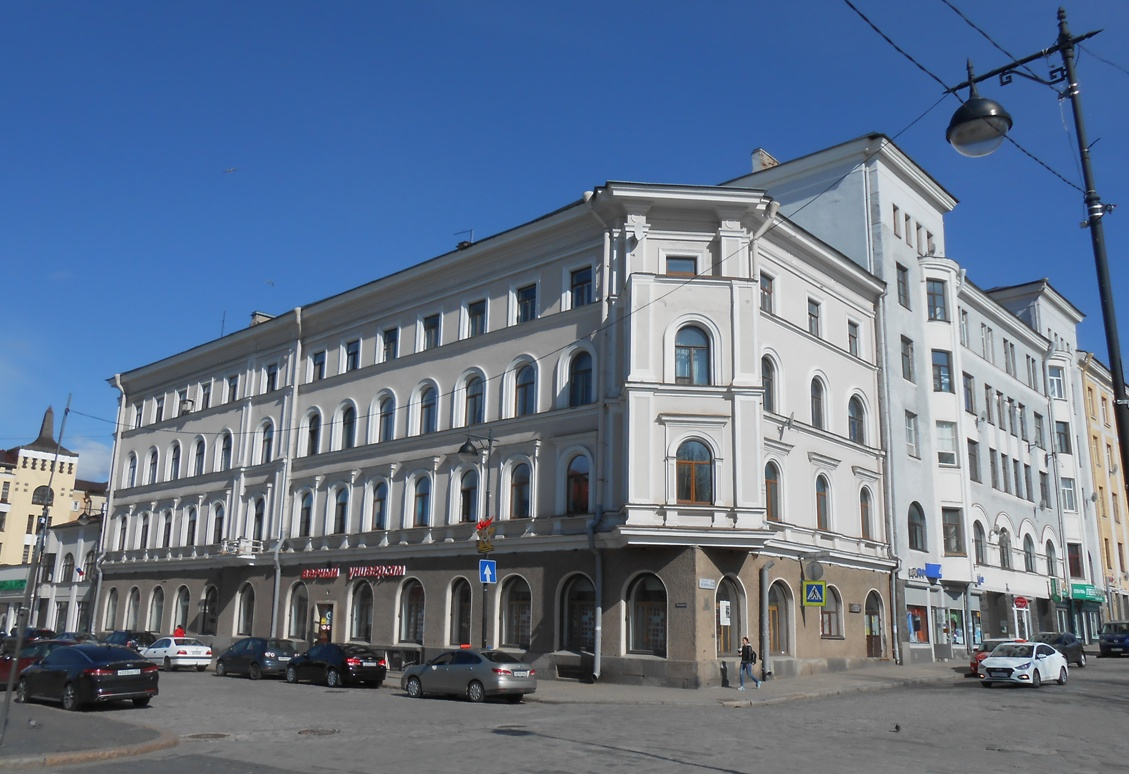
Аптечный дом
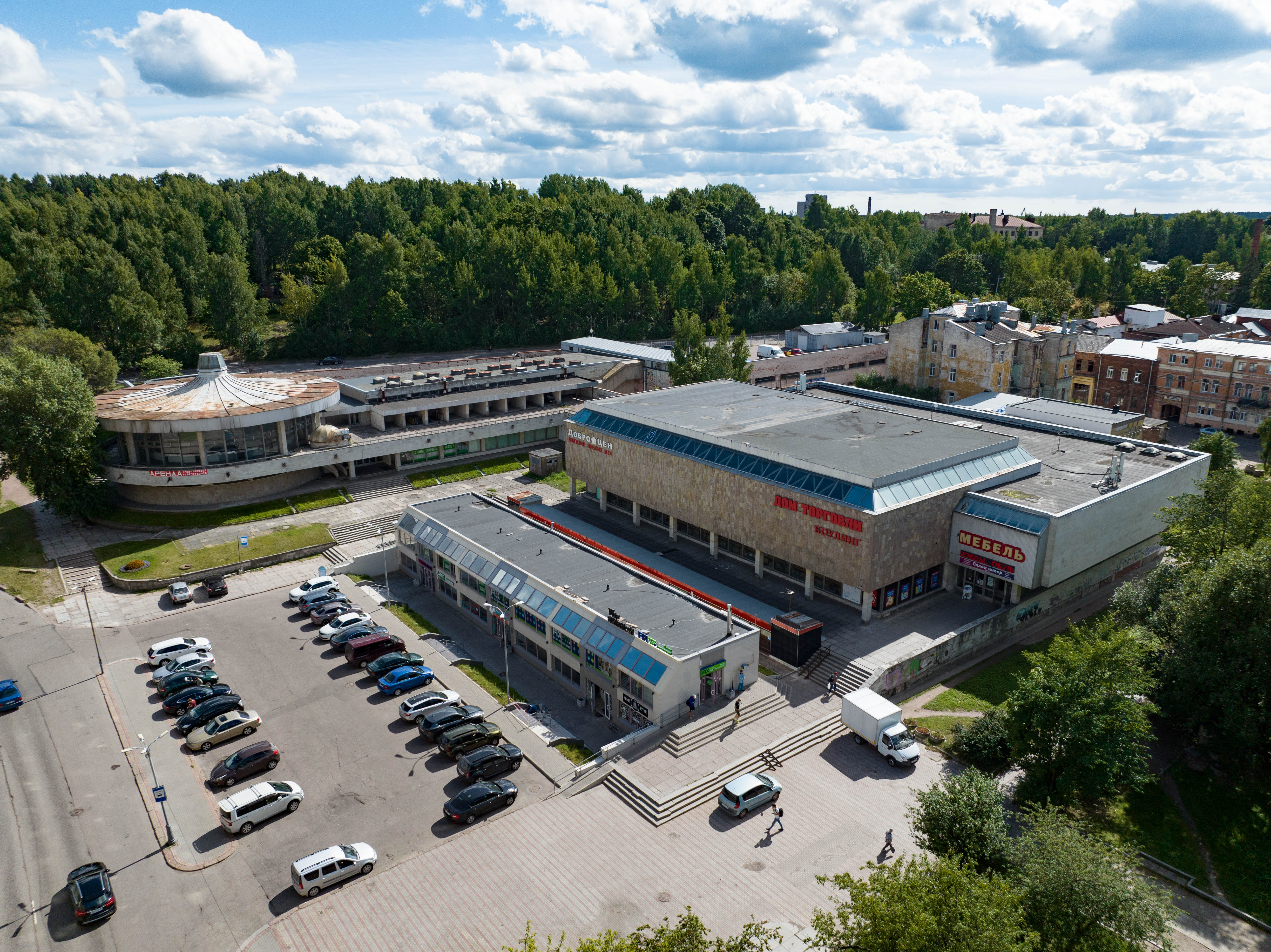
Торговый центр и ресторан «Север»